# Pterygogramma postmarginale
Pterygogramma postmarginale är en stekelart som beskrevs av Girault 1929. Pterygogramma postmarginale ingår i släktet Pterygogramma och familjen hårstrimsteklar. Inga underarter finns listade i Catalogue of Life.